# Втрати 207-ї бригади тактичної авіації
У даній статті наведено перелік втрат як бойових так і не пов'язаних з бойовими діями авіації 7-ї бригади.

## Перелік втрат 7-ї бригади
| Дата            | Модекс    | Пілот                                           | Штурман                                         | Обставини              | Тил літака | Місце                    |
| --------------- | --------- | ----------------------------------------------- | ----------------------------------------------- | ---------------------- | ---------- | ------------------------ |
| 29 вересня 2017 |           | Бородаченко Сергій Станіславович — підполковник | Ткаченко Михайло Васильович - старший лейтенант | Повітряна катастрофа   | Л-39       | Хмельницька область      |
| 24 лютого 2022  | Білий 20  | Куликов Дмитро - майор                          | Савчук Микола Володимирович - майор             | Збитий в повітрі       | Су-24м     | Київська область         |
| 27 лютого 2022  | Білий 77  | Білоус Руслав — майор                           | Довгалюк Роман Олександрович - капітан          | Збитий в повітрі       | Су-24м     | Київська область         |
| 1 березня 2022  |           |                                                 |                                                 | Зазнав катастрофи      | Су-24м     | Черкаська область        |
| 2 березня 2022  | Білий 22  | Коваленко Микола Миколайович - полковник        | Казіміров Євген Вікторович - капітан            | Збитий ворожим літаком | Су-24м     | Житомирська область      |
| 9 березня 2022  | Білий 26  |                                                 |                                                 | Зазнав катастрофи      | Су-24м     | Черкаська область        |
| 12 березня 2022 | Білий 45  | Ошкало Валерій Миколайович - підполковник       | Чехун Роман Георгійович - майор                 | Зазнав катастрофи      | Су-24м     | Херсонська область       |
| 21 березня 2022 | Білий 30  | Ходаківський В'ячеслав Анатолійович - майор     | Корнійчук Олександр Вікторович - капітан        | Збитий ворожим літаком | Су-24м     | Дніпропетровська область |
| 22 березня 2022 | Білий 49  | Коваленко Олексій Олександрович - майор         | Вербицький Сергій Сергійович - підполковник     | Зазнав катастрофи      | Су-24м     | Харківська область       |
| 30 березня 2022 | Білий 44  | Сікаленко Максим Анатолійович - полковник       | Городничев Констянтин - майор                   | Зазнав катастрофи      | Су-24м     | Кіровоградська область   |
| 30 квітня 2022  |           |                                                 |                                                 | Зазнав катастрофи      | Су-24м     | Кіровоградська область   |
| 6 травня 2022   | Білий 12  |                                                 |                                                 | Зазнав катастрофи      | Су-24м     | Миколаївська область     |
| 19 травня 2022  | Білий 69  | Хмара Ігор Віталійович - підполковник           | Негар Ілля Борисович - майор                    | Зазнав катастрофи      | Су-24м     | Донецька область         |
| 30 травня 2022  |           |                                                 | Жос Віктор - майор                              |                        | Су-24м     | Чорне море               |
| 22 червня 2022  | Білий 84  | Михайло Юрійович Матюшенко - полковник          | Красельніков Юрій - майор                       | Збитий ворожим літаком | Су-24м     | Чорне море               |
| 29 вересня 2022 | Білий 28  | Соловйов Євгеній — підполковник                 | Ханко - капітан                                 | Збитий ворожим літаком | Су-24м     | Миколаївська область     |
| 12 жовтня 2022  | Жовтий 59 | Дмитро Валерійович Бортник - майор              |                                                 | Зазнав катастрофи      | Су-24м     | Полтавська область       |
| 1 березня 2023  | Білий 66  | Волинець Віктор Петрович - полковник            | Соломенніков Ігор - старший лейтенант           | Зазнав катастрофи      | Су-24м     | Донецька область         |
| 22 серпня 2024  |           | Плігузов Сергій - майор                         | Жос Віктор - майор                              | Зазнав катастрофи      | Л-39м      | Хмельницька область      |